# ماريا بيتنر-جليندزيتش
ماريا بيتنر-جليندزيتش (بالإنجليزية: Maria Bitner-Glindzicz)‏‏ (1963 - 20 سبتمبر 2018 ) طبيبة، وعالمة وراثة، وأكاديمية من المملكة المتحدة.